# Opsanus
Opsanus é um gênero da ordem dos Batrachoidiformes, consituido por 19 espécies. São peixes típicos da região da América Central. 
Recentemente, foi descoberta uma nova espécie deste gênero no litoral de Santos-SP, que foi denominada pelos cientistas como Opsanus brasilienses. O nome vulgar destes peixes é "peixe-sapo".

## Espécies
- Opsanus beta
- Opsanus brasiliensis
- Opsanus dichrostomus
- Opsanus pardus
- Opsanus phobetron
- Opsanus tau